# Maurice Mertz
Maurice Paulin Mertz (Parigi, 30 marzo 1911 – Saint-Gatien-des-Bois, 1º giugno 1984) è stato un imprenditore e cestista francese.

## Carriera
Con la Francia disputò i Campionati europei del 1939.